# Bernburg (huyện)
Bernburg là một huyện cũ ở Saxony-Anhalt, Đức. Các huyện giáp ranh (từ phía bắc theo chiều kim đồng hồ) là: các huyện Schönebeck, Köthen, Saalkreis, Mansfelder Land và Aschersleben-Staßfurt.

## Lịch sử
Công quốc độc lập Anhalt-Bernburg đã tồn tại sau khi phân chia công quốc Anhalt năm 1603. Nhà nước nhỏ bé này đã được nâng thành một tước công xứ năm 1806, và đã được sáp nhập lại vào tước công xứ thống nhất Anhalt vào năm 1863.

## Địa lý
Huyện Bernburg nằm ở vùng lịch sử Anhalt. Sông Saale chảy qua huyện theo hướng nam bắc.

## Huy hiệu
| Coat of arms | Huy hiệu có hình một con gấu đi trên một bức tường đỏ. Gấu là một loài vật huy hiệu của Bernburg và Anhalt. Huy hiệu này giống huy hiệu cũ của quốc gia Trung cổ Anhalt-Bernburg và tỉnh Anhalt trong Cộng hòa Weimar. |

## Các thị xã và đô thị
| Thị xã     | Verwaltungsgemeinschaften |
| ---------- | --- |
| 1. Könnern | 1. Bernburg (bao gồm cả thị xã Bernburg) 2. Nienburg (bao gồm cả thị xã Nienburg) 3. Saale-Wipper (bao gồm cả thị xã Alsleben và Güsten) |